# Aurigny
A Aurigny é uma empresa aérea com sede nas ilhas de Guernsey, no Reino Unido, foi fundada em 1964 sendo a única companhia aérea nativa da ilha.

## Frota

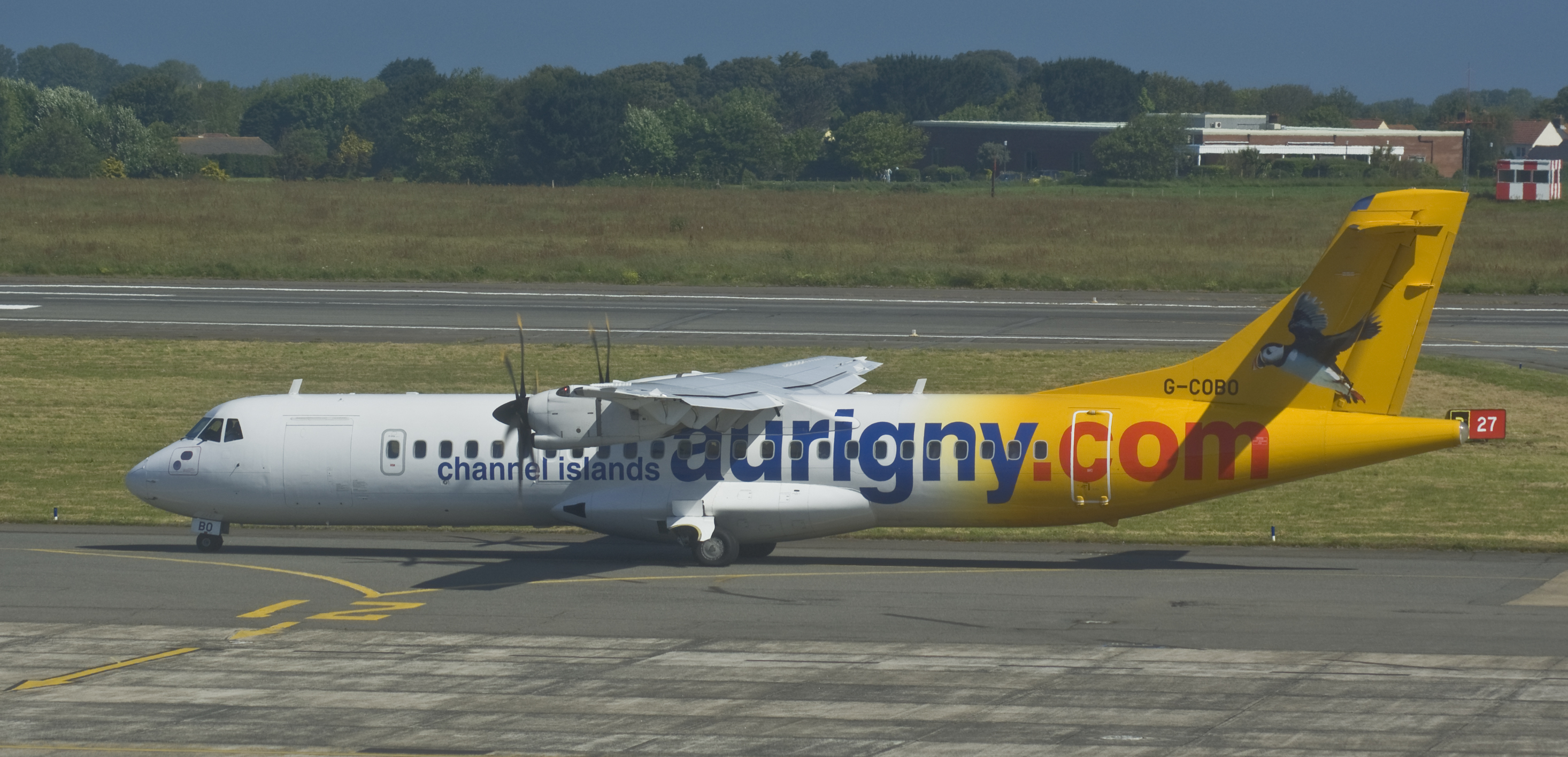
ATR-72 da Aurigny.

Em março de 2018:
- ATR 42-500: 1
- ATR 72-500: 3
- Dornier Do 228: 2
- RUAG Aviation Do 228 NG: 2
- Embraer 195: 1